# The Whole Wide World
The Whole Wide World is een Amerikaanse Biografische film uit 1996, over de relatie van de pulp fiction schrijver Robert E. Howard van onder meer de boekenreeks Conan de Barbaar en de onderwijzeres Novalyne Price Ellis, die  werd aangepast door Michael Scott Myers van Ellis's memoires, One Who Walked Alone en Day of the Stranger: Further Memoires of Robert E. Howard. De film werd geregisseerd door Dan Ireland.

## Verhaal
In Texas, in de jaren dertig wil de onderwijzeres Novalyne Price graag schrijfster worden. Als ze de schrijver Robert E. Howard  ontmoet, ontstaat er snel een vriendschap die leidt tot een relatie. Deze relatie wordt lastig doordat Howard gepreoccupeerd is met gebeurtenissen in zijn leven, zoals zijn Moeder die terminaal ziek is.

## Rolverdeling
| Acteur            | Personage                |
| ----------------- | ------------------------ |
| Vincent D'Onofrio | Robert E. 'Bob' Howard   |
| Renée Zellweger   | Novalyne Price           |
| Ann Wedgeworth    | Mevrouw Howard           |
| Harve Presnell    | Dr. Howard               |
| Benjamin Mouton   | Clyde Smith              |
| Michael Corbett   | Burgemeester Booth Adams |
| Helen Cates       | Enid                     |

## Prijzen
| Jaar | Prijs                                                                              | Ontvangstnemer      |
| ---- | ---------------------------------------------------------------------------------- | ------------------- |
| 1996 | Internationaal filmfestival van Mar del Plata voor beste actrice                   | Renée Zellweger     |
| 1996 | American Indepentdent Special Jury Prize (Seattle International Film Festival)     | Dan Ireland         |
| 1996 | Golden Space Needle Award (Seattle International Film Festival) voor beste acteur  | Vincent D'Onofrio   |
| 1996 | President Award (Ft. Lauderdale International Film Festival) voor beste camerawerk | Claudio Rocha       |
| 1998 | Lone Star Film & Television Award voor beste acteur                                | Vincent D'Onofrio   |
| 1998 | Lone Star Film & Television Award voor beste scenario                              | Michael Scott Myers |